# Якубовський Павло Володимирович
Павло́ Володи́мирович Якубо́вський (нар. 11 червня 1895, Біла Церква, Київська губернія — пом. 22 листопада 1921, містечко Базар, Базарська волость, Овруцький повіт, Волинська губернія) — фельдшер лазарету 4-ї Київської дивізії Армії УНР, Герой Другого Зимового походу.

## Життєпис
Народився 11 червня 1895 року у місті Біла Церква Київської губернії в українській селянській родині. Закінчив 4 класи міського училища та школу фельдшерів.
Мав звання «молодший унтер-офіцер».
Не входив до жодної партії.
В Армії УНР із 1920 року.
Служив у 4-й бригаді 2-ї Волинської дивізії.
Під час Другого Зимового походу — фельдшер лазарету 4-ї Київської дивізії.
Потрапив у полон 17 листопада 1921 року під селом Звіздаль.
Розстріляний більшовиками 22 листопада 1921 року у місті Базар.
Реабілітований 12 березня 1998 року.

## Вшанування пам'яті
- Його ім'я вибите серед інших на Меморіалі Героїв Базару.